# 大堡站
大堡站是凤上铁路上的一个火车站，位于中华人民共和国辽宁省丹东市凤城市大堡蒙古族乡大堡村。该站建于1942年，距离凤凰城站31公里，上河口站123公里，隶属中国铁路沈阳局集团管辖。现为四等站。